# 더 포제스드
더 포제스드(Les Possedes, The Possessed)는 프랑스에서 제작된 안드레 바이다 감독의 1988년 영화이다. 이자벨 위페르 등이 주연으로 출연하였고 마가렛 메네고즈 등이 제작에 참여하였다.

## 출연

### 주연
- 이자벨 위페르

### 조연
- 필립핀 르로이-뷔리우
- 베르나르 블리에
- 장 필립 에코피
- 로랭 말레
- 제르지 라지빌로비츠
- 오마 샤리프
- 램버트 윌슨
- 레미 마틴
- 블라디미르 요르다노프
- 즈비그니브 자마코브스키
- 피오트르 마차리카
- 보제나 디키엘

## 제작진
- 원작자: 표도르 도스토예프스키
- 미술: 알란 스타스키